# Nyctyornis
Nyctyornis é um gênero de aves da família Meropidae.
As seguintes espécies são reconhecidas:
- Abelharuco-de-barba-vermelha (Temminck, 1824)
- Abelharuco-de-barba-azul (Jardine et Selby, 1828) [2]